# Kitty Nijmeijer
Kitty Nijmeijer (Geleen, 1972) is een Nederlandse hoogleraar in de membraantechnologie aan de Technische Universiteit Eindhoven. Haar onderzoek richt zich vooral op fundamentele membraanchemie, met water en energie als belangrijkste toepassingsgebieden. Daarbij focust zij zich op hergebruik van bepaalde stoffen, afvalstromen en energie-efficiënte processen in het kader van een duurzame kringloopeconomie.

## Loopbaan
Na haar studie chemische technologie aan de Zuyd Hogeschool in Heerlen en Universiteit Twente, haalde zij in 1998 haar master.
Vervolgens promoveerde zij in 2003 op scheiding van etheen en ethaan voor de kunststofindustrie. 
Hierna werd zij onderzoeksdirecteur van het Europees Membraan Instituut in Enschede en vervolgens in 2006 daar benoemd tot universitair docent.
In 2007 werd Nijmeijer uitgenodigd als senior wetenschapper bij Shell Research & Technology Centre in Amsterdam en in 2010 was ze gastwetenschapper aan de Universiteit van Californië - Berkeley. Zij was in 2011 werkzaam als hoofd van de onderzoeksgroep Membrane Science & Technology aan de Universiteit Twente, waarna zij in 2012 benoemd werd tot hoogleraar. Als hoogleraar is zij sinds 2016 verbonden aan de Technische Universiteit Eindhoven en aldaar hoofd van de faculteit Membraan Materialen en Processen.

## Bestuur en popularisering
Nijmeijer werd verkozen tot bestuurslid en vicepresident van de Europese Membrane Society en ze is lid van de redactieraad van de wetenschappelijke tijdschriften Science en het Journal of Membrane Science.
Bij ICOM – 's werelds grootste conferentie over membraan wetenschap en technologie – was zij in 2011 voorzitter.
Naast fundamenteel onderzoek en het onderwijs hecht zij veel waarde aan valorisatie en popularisering van wetenschap en technologie.
Bij de blauwe energie demonstratie-installatie op de Afsluitdijk is zij eveneens betrokken.
Daarnaast treedt ze op in diverse tv-programma's, hield ze in een TEDx conferentie een reeks van vijf korte lezingen over membraantechnologie. Daarnaast is zij ambassadeur voor de Nederlandse Universiteiten en Nederlandse Chemische Vereniging, waarmee zij de betekenis en het belang van de chemie voor de samenleving voor een breed publiek wil aantonen en bevorderen. 